# Ксилометазолін
Ксилометазолін (англ. Xylometazoline) — лікарський засіб, альфа-адреностимулятор. За будовою і дією близький до нафазоліну.

## Показання
Гострий алергічний риніт, ГРЗ з ознаками риніту, синусит, поліноз. Підготовка хворого до діагностичних маніпуляцій в носових порожнинах.

## Протипоказання
Гіперчутливість, артеріальна гіпертензія, тахікардія, виражений атеросклероз, глаукома, атрофічний риніт, хірургічні втручання на мозкових оболонах (в анамнезі), дитячий вік (до 6 років — для 0,1% розчину).